# Kreiszeitung Böblinger Bote

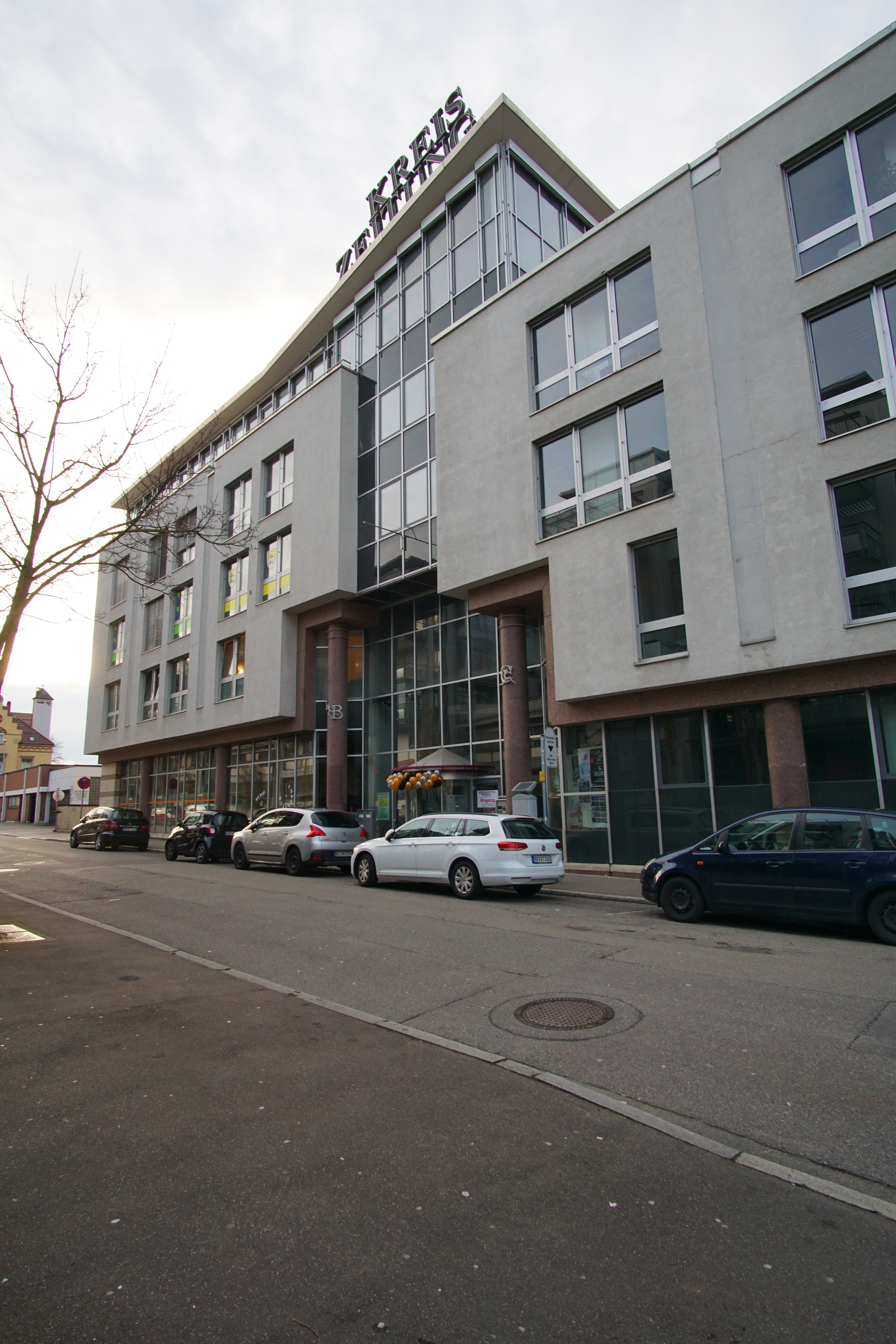

Die Kreiszeitung Böblinger Bote (KRZ) ist eine in Böblingen erscheinende Tageszeitung und wird auch Böblinger Kreiszeitung genannt. Die verkaufte Auflage beträgt 10.850 Exemplare, ein Minus von 42,4 Prozent seit 1998. Damit ist sie die auflagenstärkste Tageszeitung im Landkreis Böblingen. Das Unternehmen der Südwestdeutsche Medien Holding GmbH wird von Geschäftsführer Herbert Dachs geführt.

## Redaktion
Der überregionale Mantel der KRZ stammt von ihrem Partner Stuttgarter Nachrichten. Die Lokalredaktion der KRZ ist in fünf Ressorts aufgeteilt: „Stadt und Kreis Böblingen“, „Sindelfingen/Weil der Stadt“, „Schönbuch/Gäu“, Sport und Kultur.

## Verbreitung
Der Schwerpunkt des Verbreitungsgebietes und der lokalen Berichterstattung liegt auf dem ganzen Altkreis Böblingen (er bestand bis Ende 1972), das sind einerseits der Bereich Böblingen und Sindelfingen im zweiten Zeitungsbuch sowie Herrenberg und der südliche Teil des Landkreises andererseits. In diesem Verbreitungsgebiet hat die Kreiszeitung die mit Abstand höchste Auflage aller dort erscheinenden Tageszeitungen.
Konkurrenten des Böblinger Boten sind in Böblingen und Sindelfingen die Sindelfinger Zeitung/Böblinger Zeitung (kurz: SZ/BZ) sowie im südlichen Kreisgebiet (südlich von Ehningen) der in Herrenberg erscheinende Gäubote.

## Auflage
Die Kreiszeitung Böblinger Bote hat wie die meisten deutschen Tageszeitungen in den vergangenen Jahren an Auflage eingebüßt. Die verkaufte Auflage ist in den vergangenen 10 Jahren um durchschnittlich 4,2 % pro Jahr gesunken. Im vergangenen Jahr hat sie um 6,2 % abgenommen. Sie beträgt gegenwärtig 10.850 Exemplare. Der Anteil der Abonnements an der verkauften Auflage liegt bei 84,4 Prozent. 
| 1998  | 1999  | 2000  | 2001  | 2002  | 2003  | 2004  | 2005  | 2006  | 2007  | 2008  | 2009  | 2010  | 2011  | 2012  | 2013  | 2014  | 2015  | 2016  | 2017  | 2018  | 2019  | 2020  | 2021  | 2022  | 2023  | 2024  |
| ----- | ----- | ----- | ----- | ----- | ----- | ----- | ----- | ----- | ----- | ----- | ----- | ----- | ----- | ----- | ----- | ----- | ----- | ----- | ----- | ----- | ----- | ----- | ----- | ----- | ----- | ----- |
| 18830 | 18709 | 18638 | 18446 | 18191 | 18039 | 18194 | 18000 | 17767 | 17663 | 17370 | 16746 | 16909 | 16756 | 16722 | 16406 | 16584 | 16482 | 16054 | 15670 | 15073 | 14321 | 13884 | 12827 | 12401 | 11563 | 10850 |